# Vlagyimir és Szuzdal fehér műemlékei
A Vlagyimir és Szuzdal fehér műemlékei elnevezés az UNESCO világörökség listájára 1992-ben felvett oroszországi műemlékek egy csoportját jelöli. A csoport Vlagyimir és Szuzdal városok és környékük nyolc középkori épületegyütteséből áll.

## Történeti áttekintés
A korai orosz államalakulat, a Kijevi Rusz a 11. század végére szétesett, helyén egymással is harcban álló részfejedelemségek alakultak. Közülük a 12. században, Jurij Dolgorukij fejedelem idején (1125-1157) Rosztov Velikij és Szuzdal emelkedett ki. A Rosztov–Szuzdali Fejedelemség székhelyét Dolgorukij utóda, Andrej Bogoljubszkij (1157-1174) a Kljazma-folyó partján fekvő Vlagyimirba helyezte át. A Vlagyimir–Szuzdali Nagyfejedelemség hatalmát a mongol hódításig (1237-1238), tekintélyét pedig jóval tovább, a 14. század végéig megőrizte.  
Nagyobb részt ebből az időből származnak a térség műemlékként védett templomai, épületegyüttesei, köztük a világörökség részének nyilvánított épületek is. Akkoriban a könnyen megmunkálható fehér mészkő volt a templomok és paloták építőanyaga, ezért a 12-13. századi vlagyimir-szuzdali építészetet gyakran fehérkő építészetnek nevezik.

## A világörökség részei
- A szuzdali Kreml a Jézus születése-székesegyházzal (Rozsgyesztvenszkij-székesegyház)
- A Jevfimijevi Megváltó-kolostor (Szpaszo–Jevfimijev-kolostor), Szuzdal
- A Mária oltalma templom (Pokrov-templom) a Nyerl-folyó partján, Bogoljubovo falu
- Az Arany-kapu, Vlagyimir

### Istenanya elszenderedése székesegyház, Vlagyimir
A vlagyimiri Istenanya elszenderedése székesegyház (Uszpenszkij-székesegyház) az egykor hatalmas Vlagyimir–Szuzdali Nagyfejedelemség központi temploma volt a 13–14. században. Építészeti megoldásai és művészi megformálása révén mintául szolgált későbbi korok építőmesterei számára.

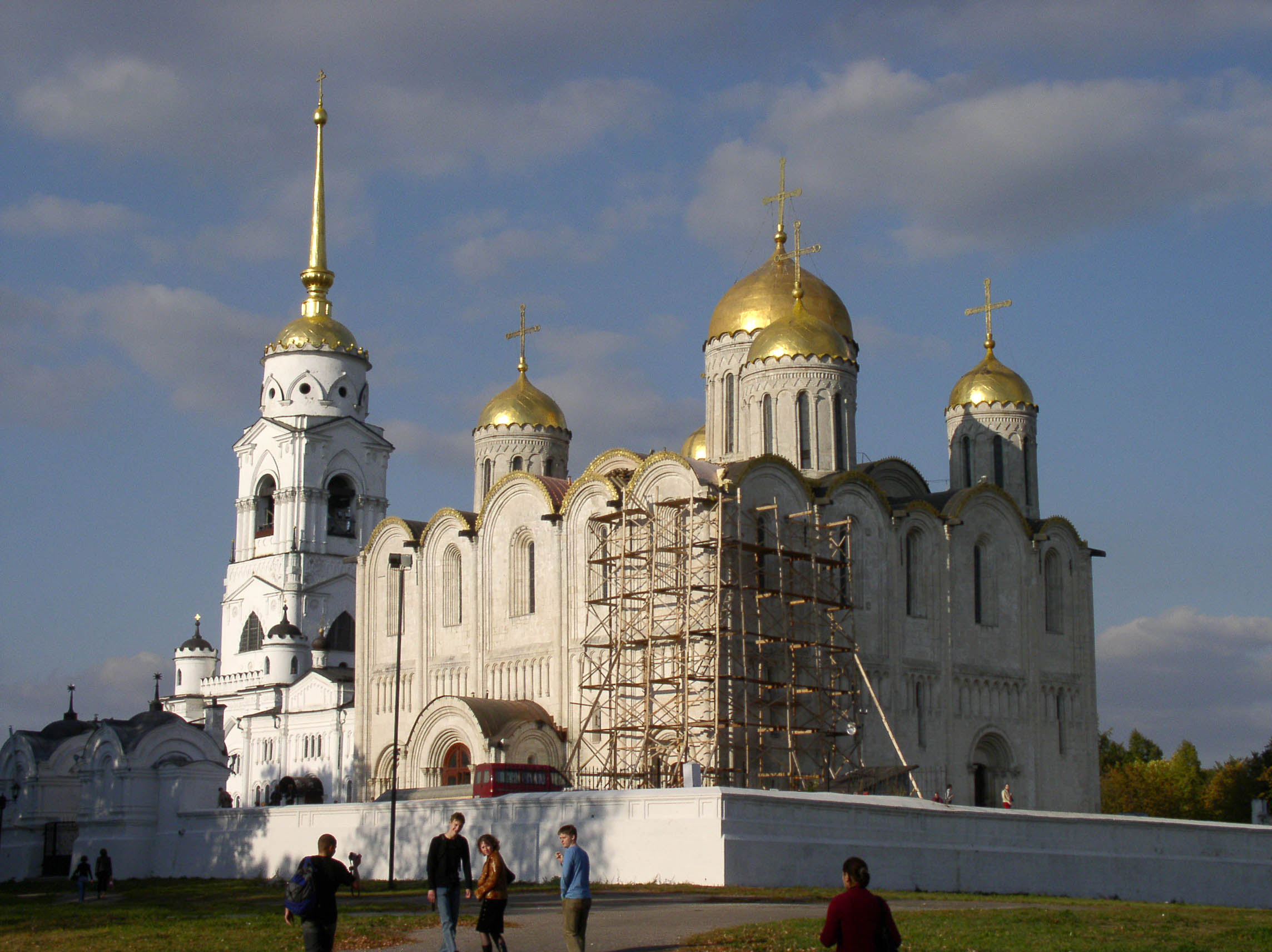
Az Istenanya elszenderedése székesegyház, Vlagyimir

### Dmitrij-székesegyház, Vlagyimir
A vlagyimiri Dmitrij-székesegyház III. Vszevolod fejedelem uralkodása idején, 1194-1197 között épült és az ottani fejedelmi udvar része volt. 

### Fejedelmi palota, Bogoljubovo falu
A Vlagyimirtól 14 km-re fekvő kis település, Bogoljubovo egykor a fejedelem vidéki rezidenciája volt. Andrej Bogoljubszkij fejedelem építtette 1158-1165 között azon a helyen, ahol a kis Nyerl folyó a Kljazmába torkollik, és ahol a legenda szerint Vlagyimirba menet a fejedelemnek Szűz Mária megjelent. Andrej Bogoljubszkijt ellenségei ebben a palotában gyilkolták meg 1174-ben, később a palotát is feldúlták. Megmaradt védelmi rendszerét az 1230-as években a mongol invázió során rombolták le. Az egykori palota területén később kolostor létesült.
A 12. századi épületegyüttesből nem maradt fenn más, csak egy négyzetes alaprajzú bástya, szépen faragott hármasablakával, belsejében csigalépcsővel, valamint a bástyához hozzá csatlakozó, egykor a lakóépületbe vezető díszes átjáró. A csonka építmény a kora középkori orosz világi építészet egyik nagyon ritka példája. A 12. századi épületrészt később kiegészítették: a régi templom alapjain 1751-ben új templomot emeltek, a bástya fölé sátortetős harangtorony került, a 19. században nagy, ötkupolás székesegyházat építettek. Az épületeket jelenleg az itteni női kolostor és a helyi múzeum közösen használja.

### Borisz és Gleb-templom, Kigyeksa falu
A Szuzdal melletti Kigyeksa falu erről a Nyerl folyó partján épült kis templomáról nevezetes. A környék legrégebbi, 1152-ben épített kőtemploma, fennmaradt freskótöredékei szintén a 12. századból valók. Az egykupolás templomot a 18. században átépítették.